# Jamestown (Ohio)
Jamestown és una vila dels Estats Units a l'estat d'Ohio. Segons el cens del 2000 tenia 1.917 habitants.

## Demografia
Segons el cens del 2000, Jamestown tenia 1.917 habitants, 743 habitatges, i 529 famílies. La densitat de població era de 611,7 habitants/km².
Dels 743 habitatges en un 38% hi vivien nens de menys de 18 anys, en un 50,3% hi vivien parelles casades, en un 15,3% dones solteres, i en un 28,8% no eren unitats familiars. En el 25% dels habitatges hi vivien persones soles el 12,2% de les quals corresponia a persones de 65 anys o més que vivien soles. El nombre mitjà de persones vivint en cada habitatge era de 2,58 i el nombre mitjà de persones que vivien en cada família era de 3,08.
Per edats la població es repartia de la següent manera: un 29,2% tenia menys de 18 anys, un 8,5% entre 18 i 24, un 30,3% entre 25 i 44, un 19,5% de 45 a 60 i un 12,5% 65 anys o més.
L'edat mediana era de 34 anys. Per cada 100 dones de 18 o més anys hi havia 86,9 homes.
La renda mediana per habitatge era de 40.599 $ i la renda mediana per família de 43.705 $. Els homes tenien una renda mediana de 32.679 $ mentre que les dones 21.080 $. La renda per capita de la població era de 17.117 $. Aproximadament el 9,4% de les famílies i l'11,2% de la població estaven per davall del llindar de pobresa.

## Poblacions properes
El següent diagrama mostra les poblacions més properes.